# Théorème de Carlson
En mathématiques, et plus précisément en analyse complexe, le théorème de Carlson est un théorème d'unicité découvert par Fritz David Carlson (en). De manière informelle, il énonce que deux fonctions analytiques distinctes qui ne croissent pas trop vite ne peuvent pas coïncider sur les entiers. Le théorème est une conséquence du principe de Phragmén-Lindelöf, lui-même corollaire du principe du maximum.
Le théorème de Carlson est usuellement invoqué pour démontrer l'unicité du développement en série de Newton. Il possède des généralisations pour d'autres développements.

## Enoncé
Soit f satisfaisant les trois conditions suivantes : les deux premières portent sur la croissance asymptotique de f , tandis que la troisième assure l'annulation de f sur les entiers positifs.
- f(z) est une fonction entière de type exponentielle, i.e.

{\displaystyle |f(z)|\leq Ce^{\tau |z|},\quad z\in \mathbb {C} }
Pour des réels C, τ donnés.
- Il existe {\displaystyle c<\pi } tel que

{\displaystyle |f(iy)|\leq Ce^{c|y|},\quad y\in \mathbb {R} }
- f(n) = 0 pour tout n positif.

Alors f est identiquement nulle.

## Finesse des hypothèses

### Première hypothèse
La première hypothèse peut-être affaiblie comme suit : f est analytique sur le plan Re z > 0, continue sur Re z ≥ 0, et satisfaisant
{\displaystyle |f(z)|\leq Ce^{\tau |z|},\quad \operatorname {Re} z>0}
pour C, τ réels.

### Deuxième hypothèse
Pour vérifier que la deuxième hypothèse ne peut pas être affaiblie, considérons {\displaystyle f(z)=\sin(\pi z)}. Elle s'annule sur les entiers ; cependant, sa croissance sur l'axe imaginaire est exponentielle avec {\displaystyle c=\pi }, et est non identiquement nulle.

### Troisième hypothèse
Un résultat dû à Rubel (1956), affaiblie cette dernière condition f. Plus précisément, Rubel à montrer que le théorème reste valide si  f ne s'annule que sur un ensemble {\displaystyle A\subset \mathbb {N} } de densité supérieure égale à 1, i.e.
{\displaystyle \limsup _{n\to \infty }{\frac {\left|A\cap \{0,1,\cdots ,n-1\}\right|}{n}}=1.}
Cette condition est optimale.

## Applications
Soit f(z) une fonction possédant des différences finies {\displaystyle \Delta ^{n}f(0)}.  Considérons la série de Newton
{\displaystyle g(z)=\sum _{n=0}^{\infty }{z \choose n}\Delta ^{n}f(0)}
avec {\displaystyle {z \choose n}} le coefficient binomial et {\displaystyle \Delta ^{n}f(0)} la n-ième différence itérée.  Par construction, f(k) = g(k) pour tous k positif, montrant que h(k) = f(k) − g(k) = 0.  C'est la troisième hypothèse du théorème; si h obéit aux deux autres, alors h est nulle, et f est déterminée par sa série de Newton.